# Kenneth Dover
Sir Kenneth Dover, né le 11 mars 1920 à Londres et mort le 7 mars 2010 à St Andrews, est un universitaire britannique, dont le sujet d'enseignement et de recherche est la Grèce antique.
Parmi ses œuvres les plus connues figure Homosexualité grecque (1978), un des travaux les plus notables de ce thème. Un des spécialistes les plus réputés internationalement de cette période, ses travaux ont influencé, entre autres, Michel Foucault.